# Atotak
Atotak ist ein winziges Motu des Likiep-Atolls der pazifischen Inselrepublik Marshallinseln.

## Geographie
Atotak liegt in der Südostecke des Riffsaums des Likiep-Atolls, im Übergang zwischen Agony Island am South Pass (Minami-suido) und der Hauptinsel Likiep. zusammen mit Nadik und Biketokeak gehört es zu einem halben dutzend wenig beachteter Inselchen.